# Вера Благоевич (писателка)
 Тази статия е за северномакедонската писателка.  За югославската комунистическа деятелка вижте Вера Благоевич.  
Вера Благоевич с псевдоним Вера Благоевич Самарянин (на македонска литературна норма: Вера Благојевиќ Самарјанин) е северномакедонска писателка.

## Биография
Родена е на 16 март 1955 година в град Битоля, тогава в Социалистическа федеративна република Югославия. Тя е известна хуманитарна работничка в Северна Македония. Носителка е на множество хуманитарни награди и други признания. В 2010 година е обявена за почетен консул на Босна и Херцеговина в Битоля. В 2007 година издава първото издание на „Диктат од душата” с шест прозаични произведения. Една от тях – „Беда и Сјај” – вече има второ издание. Авторка е и няколко стихосбирки, антологии и романите „Со љубов до страдание“, публикувани в 2014 година и „Чекови под патот“, публикувани в 2018 година. Книгите ѝ „Чекори под патот“ и „Првиот учител“ са преведени на английски, а илюстрираните книжки „Ива и Неме“ и „Звонко и Зоран во зимските сказни“ са преведени на сръбски, английски и италиански.
Вера Благоевич Самарянин е носителка на наградата за 2024 година за цялостно творчество „Коле Неделковски“, организирана от Клуба на писателите „Коста Солев – Рацин“ от Велес. Към 2024 година е публикувала седемнадесет прозаични творби, тридесет стихосбирки за възрастни, една стихосбирка за деца, четиридесет и две илюстрирани книги и десет алманаха за началните училища. Редакторка е на 36 стихосбирки от авторски колектив и е рецензентка на 61 произведения от други автори.
Членка е на „Средиземноморската академия“ от Струга, почетна членка на Националния университет за литература „Григор Прличев“ в Охрид, членка на Клуба на писателите „Коста Солев – Рацин“ от Велес и основателка на поетично-художествено-музикалното събитие „Паун 2019“ в Охрид, заедно с Драган Миялковски, Живко Поповски – Цветин и Мария Джоджа Симон. От 2024 година година членува и в Литературното дружество „Братя Миладинови” в Торонто, Канада.